# Lincoln County (Colorado)
Lincoln County je okres ve státě Colorado v USA. K roku 2010 zde žilo 5 467 obyvatel. Správním městem okresu je Hugo. Celková rozloha okresu činí 6 699 km².

## Sousední okresy
| Růžice kompasu | Arapahoe County (malá část)  | Washington County           |                                   | Růžice kompasu |
| Růžice kompasu | Elbert County El Paso County | Sever                       | Kit Carson County Cheyenne County | Růžice kompasu |
| Růžice kompasu | Elbert County El Paso County | Lincoln County (Colorado)   | Kit Carson County Cheyenne County | Růžice kompasu |
| Růžice kompasu | Elbert County El Paso County | Jih                         | Kit Carson County Cheyenne County | Růžice kompasu |
| Růžice kompasu | Pueblo County (malá část)    | Crowley County Kiowa County |                                   | Růžice kompasu |